# Dicranomyia tamarae
Dicranomyia tamarae is een tweevleugelige uit de familie steltmuggen (Limoniidae). De soort komt voor in het Afrotropisch gebied.